# 洪樵榕
洪樵榕（1922年—2012年），中華民國政治人物，南投縣草屯鎮人，中國國民黨籍，曾經任職曾任第三、四屆台灣南投縣縣長。
洪樵榕於昭和三年（1927年）進入新庄公學校就讀，:24畢業後曾就讀東京府立第四中學校、二松學舍及東京高等師範學校。昭和十九年（1944年）回到臺灣，曾在臺中市立臺中第一高級中等學校教書。
戰後，洪樵榕於1949年8月出任省立屏東女中校長，1951年接任省立員林高中校長直到1957年。之後投入蔣經國嫡系救國團，出任彰化縣支隊副支隊長。1957年參選第三屆南投縣長選舉，當選南投縣長。1960年連任，1964年卸任。:392
洪樵榕公私分明，儘管時常流連酒家，在三千粉黛中開銷龐大。然而在縣長任內，從未報銷過一筆「酒國銷金費」。:238
卸任後洪樵榕徵調參加國防研究院第七期，後任臺灣省議會祕書長、省文獻會主委。:392

## 其他
- 據洪敏麟回憶，他在在員林高中教書時，遇到校長洪樵榕集合學生訓話，用純正北京話謂「時代考驗青年，青年創造時代，為完成國民革命第三期任務，要放棄學業從軍」。[4]:70-71而洪樵榕的父親洪火煉在昭和十九年（1944年）戰爭最緊張時期，集合全莊的青年在新庄洪姓公廟，用純正日本語慷慨激昂要青年到前線為國家效勞。當有人提出質疑時，洪火煉稱其子洪柳生是陸軍少尉，也是從軍。很多人就不反對。然而洪敏麟表示其子洪柳生當時在早稻田大學讀書，只是因實施學徒召集動員，相當於少尉軍階。並非真正從軍。[4]:71

## 家族
- 父親洪火煉，日治時期曾任臺中州協議會員、皇民奉公會臺中州支部參與。戰後當選國代。
- 長兄洪遜欣曾任司法院大法官。

## 外部連結
| 中華民國政府職務 | 中華民國政府職務                                | 中華民國政府職務 |
| ---------------- | ----------------------------------------------- | ---------------- |
| 南投縣政府       |                                                 |                  |
| 前任： 李國楨    | 南投縣縣長 第三、四屆 1957年6月2日—1964年6月2日 | 繼任： 楊昭璧    |